# 한국골프장경영협회
한국골프장경영협회는 골프장사업의 건전한 발전과 골프를 통한 국민건강 증진 및 레저스포츠 발전에 기여할 목적으로 1974년 3월 8일 설립된 대한민국 문화체육관광부 소관의 사단법인이다. 사무실은 경기도 성남시 분당구 야탑동 한국골프회관 4층에 있다.

## 주요 사업
- 골프장사업의 건전한 발전과 회원사의 권익 증진사업
- 골프종사자에 대한 교육훈련 및 연수사업
- 골프장사업에 관한 지도감독 및 홍보업무

## 관련 단체
- 한국프로골프협회
- 한국여자프로골프협회
- 대한골프협회